# Santos Challenger 1989
Il Santos Challenger 1989 è stato un torneo di tennis facente parte della categoria ATP Challenger Series nell'ambito dell'ATP Challenger Series 1989. Il torneo si è giocato a Santos in Brasile dal 17 al 23 luglio 1989 su campi in terra rossa.

## Vincitori

### Singolare
Gabriel Markus ha battuto in finale  Christian Miniussi con il punteggio di 6–2, 6–2

### Doppio
Cristian Araya /  Pedro Rebolledo hanno battuto in finale  David Macpherson /  Gerardo Mirad con il punteggio di 6–4, 4–6, 6–4